# 藤島正之
藤島 正之（ふじしま まさゆき、1943年3月31日 - ）は、日本の政治家、防衛官僚、弁護士。公益財団法人日本国防協会副理事長。元衆議院議員（1期）。

## 来歴・人物
新潟県柏崎市生まれ。新潟県立柏崎商業高等学校、中央大学法学部卒業。大学在学中に司法試験に合格した。大学の1年先輩に高村正彦がいる。
1967年、防衛庁に入庁。防衛庁国際平和協力本部事務局次長を務めていた当時は、ルワンダにおける国際連合平和維持活動（PKO）への自衛隊派遣をめぐる諸問題に取り組んだ。その後防衛庁長官官房長に就任するが、防衛庁調達実施本部背任事件の責任を問われる形で1998年9月に官房長を更迭され、同年11月に防衛庁を退官した。
2000年、第42回衆議院議員総選挙に自由党から比例九州ブロック（単独1位）で出馬し、初当選。2003年の民由合併に伴い、民主党に入党。同年の第43回衆議院議員総選挙では、出身地である柏崎市を含む新潟2区からの出馬を希望していたが、民主党前職の坂上富男が公認を得たため、無所属で出馬。田中眞紀子元外務大臣（当時は無所属・非議員）の支援も受け、坂上の得票数は上回ったものの自由民主党の近藤基彦に敗れ、次点で落選した。
2007年、財団法人日本国防協会副会長就任。

## 関連人物
- 藤島安之（実弟、元双日顧問[5]）
- 小野泰輔（公設秘書、元熊本県副知事、衆議院議員）

## 著書
- 空に海に陸に防衛にかけたロマン（ジャパン・ミリタリー・レビュー、2001年3月）